# Clathranachis
Clathranachis is een geslacht van weekdieren uit de klasse van de Gastropoda (slakken).

## Soorten
- Clathranachis angusta (G. B. Sowerby III, 1886)
- Clathranachis japonica (A. Adams, 1860)